# Åmliden
Åmliden é a montanha mais alta da província histórica da Västerbotten. O seu ponto mais alto tem 550 metros. 